# Драконово дърво
Драконово дърво е общо название на дървесни видове на рода Драцена (Dracaena), които са получили името си от специфичната кървавочервена смола, оприличавана на „драконова кръв“.

## Разпространение
Драконовите дървета са местни за сухите полупустинни райони и имат размерите на дървета, с плътни дебели стволове. Останалите видове са известни като храстовидни драцени.

## Наименование
Според легендата Херкулес убил стоглавия дракон Ладон, който крадял ябълките от Хесперидите. На мястото на падналите капки кръв израснали драконови дървета.

## Видове
- Dracaena afromontana – Драконово дърво от Afromontane
- Dracaena americana – Драконово дърво от Централна Америка
- Dracaena Arborea – Драконово дърво от Африка
- Dracaena cinnabari Balf.f. – Драконово дърво от Сокотра
- Dracaena draco (L.) L. – Драконово дърво от Канарските острови
- Dracaena marginata Lam. – Драконово дърво от Мадагаскар
- Dracaena ombet – Драконово дърво от Гебел Елба
- Dracaena serrulata Baker – Драконово дърво от Йемен
- Dracaena tamaranae – Драконово дърво от Гран Канария